# Rafael Capote
Rafael Capote (Havanna, 1987. október 5. –) kubai származású katari válogatott kézilabdázó. 

## Pályafutása

### Klubcsapatokban
Rafael Capote Brazíliában a São Caetano csapatában kézilabdázott, majd 2007-ben igazolt Európába és lett az olasz Pallamano Conversano játékosa. A klub játékosaként kupagyőztes lett, a torna döntőjében hét gólt szerzett.
2009 nyarán a spanyol élvonalban szereplő Ciudad Encantada igazolta le. A 2010-2011-es szezonban 154 gólt szerzett a csapat színeiben a bajnokságban, majd a Ciudad de Logroñóban folytatta pályafutását. Három szezont töltött a csapatnál, 2014 nyarán a katari el-Dzsais kivásárolta a szerződéséből, majd szerződtette.

### A válogatottban
Capote részt vett a kubai kézilabda-válogatottal a 2007-es brazíliai Pánamerikai játékokon, azonban a torna ideje alatt elhagyta csapata szálláshelyét és Brazíliába szökött, majd menekültstátuszt kért és kapott az országban. Saját bevallása szerint a jobb életkörülmények miatt szökött meg csapatától.
A 2015-ös férfi kézilabda-világbajnokságra rendezőként készülő Katar több nemzetközileg elismert játékossal - így például Danijel Šarićcsal együtt - Capotét is honosította és játszatta a tornán. A világbajnokságon Katar válogatottja a kieséses szakaszban előbb Ausztria, majd a negyeddöntőben Németország, az elődöntőben pedig Lengyelország csapatát győzte le. A döntőben Franciaország 25–22-re győzött. Capotét a torna All-Star csapatába is beválasztották.
Az Ázsia-bajnokságokon 2014-ben, 2016-ban, 2018-ban és 2020-ban is aranyérmet szerzett a válogatottal, 2016-ban részt vett a riói olimpián, ahol a negyeddöntőben Németország búcsúztatta Katart.